# Santa Gertrudes
Santa Gertrudes è un comune del Brasile nello Stato di San Paolo, parte della mesoregione di Piracicaba e della microregione di Limeira. Si trova ad una latitudine di 22 ° 27'24 "sud e una longitudine di 47º31'49" ad ovest, essendo ad un'altitudine di 595 metri. La sua popolazione, nel censimento del 2014, era di 24.272 abitanti.

## Storia
Il comune è stato creato nel 1948 con legge statale.

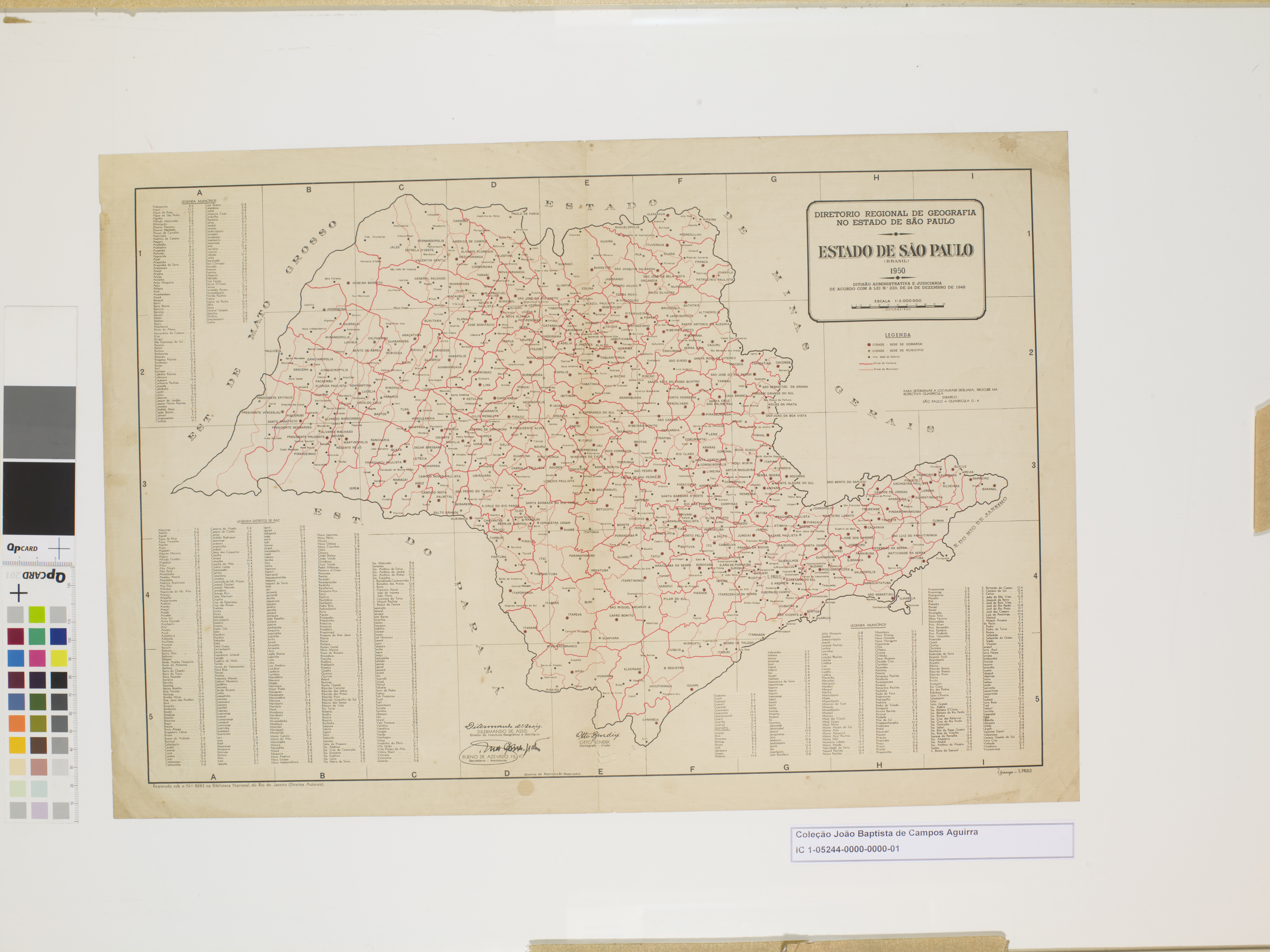
Mappa dello stato di San Paolo (1948).

## Cultura
La città ospita diversi eventi culturali, come la "Fest Clip", un festival di clip musicali; le feste di compleanno tradizionali, con presentazioni di diversi famosi artisti brasiliani; il "Santa Rock Festival", che ospita gruppi rock della città e della regione, nonché gli spettacoli annuali promossi dal corso teatrale locale.

## Economia
La prima attività economica nel sito è la produzione di zucchero, con 3.000 arrobas al mese. L'azienda agricola Santa Gertrudes per alcuni anni ha mantenuto il nome "Laranja Azeda" nella sua proprietà, perché il luogo aveva ancora bisogno di questo riferimento per il più anziano, che conosceva il posto con quel nome fin dall'inizio.
Per circa 10 anni, la fattoria si è distinta come un importante granaio di produzione di zucchero nello stato. Tuttavia, un nuovo tipo di economia ha cominciato a emergere e suscitare l'interesse degli agricoltori della regione. La cultura del caffè arriva quindi alla regione come una produzione promettente, consentendo alti rendimenti e la certezza di grandi vendite per il mercato estero. A quel tempo, la tenuta di Santa Gertrudes era composta da 585 alchimie, con limiti alla proprietà del senatore Vergueiro, "Fazenda Ibicaba", "Sítio Morro Azul" di proprietà di Godoy Bueno e il "Sítio da Assistência" di Joaquim Antonio de Athayde.
Alla ricerca di nuove opzioni, i residenti hanno scoperto la buona qualità e la facilità di ottenere la ricca argilla nel sottosuolo. Le prime ceramiche sono apparse negli anni '20 e '30 per la produzione di piastrelle e mattoni. All'epoca, la preparazione dell'argilla veniva eseguita con trazione animale e la produzione era fondamentalmente manuale. Più tardi, le unità iniziarono a produrre pavimenti. Oggi, Santa Gertrudes e le sue città vicine formano il più grande polo ceramico delle Americhe, con la più grande regione della ceramica in Brasile. Secondo la "Associação Paulista das Cerâmicas de Revestimento" (Aspacer), ci sono 48 industrie, responsabili di 13.000 posti di lavoro diretti e 195.000 di quelli indiretti.

## Comunicazioni
La città è stata servita dalla Companhia Telefônica Brasileira (CTB) fino al 1973, quando è stata sostituita da "Telecomunicacões de São Paulo" (TELESP), che ha costruito il centro telefonico utilizzato fino ai giorni nostri. Nel 1998 questa società fu privatizzata e venduta a "Telefônica" e nel 2012 la società adottò il marchio "Vivo" per le sue operazioni di telefonia fissa.

## Amministrazione

### Gemellaggi
- Novellara, dal 1999
- São José do Mantimento

## Religione
Il Cristianesimo è presente nel comune come segue:

### Cattolicesimo
La chiesa cattolica nel comune fa parte della Diocesi di Piracicaba.

### Protestantesimo
In città sono presenti le credenze evangeliche più diverse, principalmente pentecostali, compresa la Chiesa Assemblee di Dio brasiliana (la più grande chiesa evangelica del paese), Chiesa Congregazione cristiana nel Brasile, tra gli altri. Queste denominazioni crescono sempre di più in tutto il Brasile.